# Etničke grupe Burkine Faso
Etničke grupe Burkine Faso, 15,213,000 stanovnika (UN Country Population; 2008)
- Arabizirani Berberi 16,000
- Bambara, Bamanakan	4,900
- Bariba	16,000
- Biali, Bialaba	2,500
- Bimoba, Moba	2,900
- Birifor, sjeverni	169,000
- Ble, Jalkunan	1,300
- Bobo Fing	52,000
- Bobo Madare	398,000
- Bolon	23,000
- Bomu, Bwa, Red Bobo	93,000
- Bozo, Tieyaxo	2,500
- Britanci	60
- Buamu	238,000
- Busansi, Bissa	460,000
- Bwamu, Laa Laa	88,000
- Bwamu, Twi	32,000
- Dagaari Dioula, Wala	28,000
- Dagara	410,000
- Dogon, Jamsay	17,000
- Dogose, Doghosie	33,000
- Dogoso	12,000
- Dyan, Dian	23,000
- Dzuun, Samogo	19,000
- Ewe	29,000
- Francuzi	6,800
- Fulani, Gorgal	5,900
- Fulani, Gurmanche	878,000
- Fulani, Jelgooji	293,000
- Fulani, Maasina	7,100
- Gouin, Cerma	102,000
- Gurenne, Ninkare, Frafra	41,000
- Gurma, Bigulimanceba	789,000
- Hausa	2,200
- Jotoni, Jowulu	1,100
- Jula, Dyula	274,000
- Kaan, Gan	10,000
- Karaboro, istočni	52,000
- Karaboro, zapadni	49,000
- Kasem, Kasena	163,000
- Khe	2,600
- Khisa, Komono	5,000
- Kolsi, Ko, Winye	26,000
- Kurumfe, Fulse	234,000
- Kusaal, Western	23,000
- Lela, Lyele	215,000
- Lobi, Lobiri	474,000
- Maninka, Malinke	122,000
- Marka, Dafing	217,000
- Mossi, Moore	7,663,000
- Natioro, Natyoro	4,000
- Nuna, Nuni, sjeverni	81,000
- Nuna, Nunuma, južni	214,000
- Pana, Sama	6,800
- Pwo, Pwe	18,000
- Samo, Kalemse, Samoma	19,000
- Samo, Maya, Sanan-Bangassogo	50,000
- Samo, Northwestern, Samo Matya	155,000
- Samo, Southern, Sanan-Toma	115,000
- Seemogo	20,000
- Senoufo, Centralni
- Senoufo, Nanerige	98,000
- Senoufo, Niangolo	74,000
- Siamou, Seme	26,000
- Sininkere, Silanke	7,900
- Sissala	22,000
- Songhai-Humburi Senni	164,000
- Tenbo, Loron	3,000
- Tiefo	20,000
- Toussian, sjeverni	29,000
- Toussian, južni	29,000
- Tuaregi, Tamacheq	40,000
- Turka, Tyurama	50,000
- Vige, Viemo	11,000
- Wara	7,000
- Yoruba	53,000
- Zerma, Dyerma	1,100